# بنات لحديد (مسلسل)
بنات لحديد هو مسلسل درامي مغربي من إخراج علاء أكعبون ومن تأليف فاتن اليوسفي سنة 2024، وبطولة كل من فاطمة الزهراء بناصر، أمين الناجي، إبتسام لعروسي، عادل أبا تراب، سلوى زرهان، عبد الإله عاجل، جميلة الهوني، وغيرهم. بث المسلسل على القناة الثانية طيلة شهر رمضان 2024. تدور أحداث المسلسل حول فاطمة (فاطمة الزهراء بناصر)، وهي شابة نشأت في ظل والدها القوي التهامي (عبد الإله عاجل) مما جعلها تتجرد من الصفات الأنثوية وتتميز بقوتها وعزيمتها في تخطي صعاب الحياة، وبعد أن بدأت العمل مع والدها في سوق الخردوات المعروف بسيطرة الرجال، تدخل فاطمة في مشاكل وصراعات خطيرة لإثبات الذات وحماية إرث العائلة.
يقدم مسلسل بنات لحديد رحلة عاطفية داخل عائلة مغربية حيث تتشابك القضايا التقليدية مع التطلعات الحديثة. ينغمس المشاهد في الديناميكيات المعقدة بين أفراد عائلة لحديد، في مواجهة تحديات التوفيق بين الرغبات الفردية وتوقعات التقاليد. من خلال التقلبات والمنعطفات غير المتوقعة، يستكشف المسلسل التوترات العائلية والأسرار المدفونة وصراعات السلطة التي تظهر داخل الأسرة. في قلب هذه الملحمة العائلية، تتنقل الشخصيات بين التقاليد والحداثة، في مواجهة خيارات تسلط الضوء على التوترات والتطلعات لجيل كامل.
بين الحب والخيانة، يكشف آل لحديد عن أعماق حياتهم، ويكشفون عن التعقيدات المعقدة التي تشكل علاقاتهم وتشكل مصيرهم. وفي هذه الدوامة من العواطف والأسرار تظهر الصورة النابضة بالحياة لعائلة مغربية، حيث يلعب كل فرد منها دورًا حاسمًا في نسج قصتهم المشتركة.

## قصة المسلسل
في قلب مدينة الدار البيضاء، يفرض رجل الأعمال القوي والمهاب (التهامي الكماشة) سطوته على سوق الخردوات، حيث يمتلك الحصّة الأكبر، ويُدير اللعبة بقبضة لا ترحم. يعيش في فيلا فاخرة مع عائلته التي تبدو، ظاهرياً، متماسكة وسعيدة، لكن خلف الجدران، تنبض التوترات وتتصاعد النزاعات، بين من يسعى للسلطة، ومن يطمع في المال، ومن يحلم بالتحرر من ظلال الأب.
تتكوّن العائلة من ابنته الكبرى (فاطمة)، وزوجها الطموح (سليمان) وابنهما (التهامي الابن)، إضافة إلى زوجته الثانية (خديجة) وابنهما الأصغر (منير). كل شيء كان يسير وفق قواعد صارمة يضعها (التهامي)، إلى أن كُشف المستور: خيانة داخلية تهزّ أركان العائلة.
فقد اكتشف (التهامي) أنّ صهره (سليمان) خان ثقته، فقرّر طرده من المنزل ومن شركته بلا تردّد. يرحل (سليمان) مهزومًا، لكن بعينين تشتعلان رغبة في الانتقام.
وفي خطوة مفاجئة، يُعلن (التهامي) عن نيّته نقل ملكية أعماله التجارية بالكامل إلى ابنته (فاطمة)، الأمر الذي يُشعل فتيل الصراع بينها وبين زوجها السابق (سليمان).
ولأن الانتقام لا يأتي وحيدًا، يُطلّق (سليمان) (فاطمة)، ويُسارع إلى الزواج من امرأة أخرى تُدعى (مونية)، فتشتعل نيران الغضب في قلب (فاطمة) التي تردّ بضربة قاسية، وتُوظّف نفوذها لطرد (مونية) من البنك الذي تعمل فيه.
على الجبهة الأخرى، تشعر (خديجة) بأن ابنها (منير) مهدّد بالإقصاء من مستقبل العائلة، فتدفعه لترك الدراسة والانخراط في تجارة والده، طمعًا في مكان له داخل تركيبة النفوذ الجديدة.
وبينما تتشابك الخيوط، يُقدم (التهامي الكماشة) على خطوة مثيرة للجدل: زواج عرفي من فتاة فقيرة تُدعى (حورية)، خطوة تُدخل (حورية) دون سابق إنذار في صراع عائلي معقّد، لا سيما بعد وقوع المفاجأة الكبرى بوفاة (التهامي الكماشة). وهنا، لا تعود الحرب حربَ ورثة فقط، بل معركة بقاء.

## طاقم التمثيل

### أدوار رئيسية
| الممثل              | الدور           |
| ------------------- | --------------- |
| فاطمة الزهراء بناصر | فاطمة           |
| أمين الناجي         | سليمان          |
| إبتسام لعروسي       | مونية           |
| عادل أبا تراب       | العربي          |
| سلوى زرهان          | حورية           |
| عبد الإله عاجل      | التهامي الكماشة |
| جميلة الهوني        | خديجة           |

### أدوار ثانوية
- هارون الشرقاوي
- آية خديري
- منصور بدري
- عبد الرحمان أوقور
- يزيد الجعيدي
- زكرياء عاطفي
- عبد الله شكيري
- عبد الحق صالح
- حميد النيدر
- عبد السلام البوحسيني

## انتقادات
أثارة إحدى حلقات المسلسل جدلًا بعد ظهور الممثلة سلوى زرهان في أحد المشاهد وهي ترقص بطريقة اعتبرها نشطاء «مثيرة وغير محترمة» وعبروا عن غضبهم منها، إضافة إلى مشهد آخر ظهرت فيه وهي تضع أقراص «فياجرا» في الشاي.
واستنكر النشطاء المغاربة إدخال لقطات «خادشة ولا أخلاقية» في مسلسل يعرض عبر قناة وطنية وفي شهر رمضان دون احترام للشهر الفضيل وفي انتهاك مباشر لحرمته وقدسيته، معربين عن أسفهم من دخول مثل هذه الأمور إلى الأعمال المغربية التي تشاهدها جميع الفئات العمرية.
وتضاربت آراء مغاربة حول هذا الموضوع بين من اعتبره عاديا ومن صلب المجتمع وجب معالجته لأن الفن يقدم رسائل ويطرح مشاكل واقعية ويجب عدم تقييد الإبداع، وبين من أعرب عن رفضه القاطع لذلك داعيًا إلى فرض رقابة على الأعمال الفنية قبل تقديمها إلى الجمهور عبر الشاشة الصغيرة.

## وصلات خارجية
- بنات لحديد على موقع IMDb (الإنجليزية)
- بنات لحديد على موقع قاعدة بيانات الأفلام العربية
- بنات لحديد على موقع قاعدة بيانات الفيلم (الإنجليزية)